# Chi Xúc cá
Chi Xúc cá (Rynchopidae) là một chi chim dạng nhàn thuộc họ Mòng biển (Laridae). Chi Xúc cá bao gồm các loài được ghi nhận ở Nam Á, châu Phi và châu Mỹ.
Đặc điểm riêng có của 3 loài trong chi Xúc cá là chiếc mỏ không cân xứng: hàm dưới dài hơn hàm trên. Điểm thích nghi nổi bật này giúp chúng bắt cá theo một cách thức độc nhất vô nhị, cụ thể chúng sẽ bay nhanh và sát dòng nước, rồi hàm dưới của mỏ lướt trên mặt nước để "xúc" những con cá nhỏ không kịp trốn thoát. Thỉnh thoảng có tài liệu xếp chim xúc cá vào Họ mòng biển (Laridae) nhưng những tài liệu khác tách chúng ra và xem chúng là nhóm chị em của Họ Nhàn. Loài Rynchops niger ("chim xúc cá đen") là loài chim duy nhất (được biết) có con ngươi dạng khe hở; do mỏ của chúng nằm trong tầm quan sát của mắt nên chim có khả năng định vị chiếc mỏ một cách cẩn thận khi bắt mồi. "Chim xúc cá đen" bay rất nhanh và hợp thành từng đàn lớn dọc các dòng sông và bãi cát ven biển.
Xúc cá là loài chim nhiệt đới và cận nhiệt, đẻ từ 3-6 quả trứng trên các bãi cát ven biển. Chim mái đảm trách nhiệm vụ ấp trứng. Do phạm vi làm tổ bị giới hạn như vậy nên địa điểm sinh sản của ba loài trong họ này dễ bị quấy rầy. Liên minh Bảo tồn Thiên nhiên Quốc tế xếp loài Rynchops albicollis vào loại dễ bị tổn thương không chỉ bởi nguyên nhân vừa nêu mà còn vì những địa điểm chim đến sinh sản như sông và hồ hiện đang bị thoái hoá và tàn phá.
Trong thời kì về sau, một số bản in các công trình nghiên cứu của Linnaeus thường viết sai tên chi thành Rhynchops so với cách viết đúng là Rynchops trong ấn bản nguyên thủy của ông.